# Religiose del Santissimo Sacramento
Le Religiose del Santissimo Sacramento, dette di Valence (in francese Religieuses du Saint-Sacrament de Valence), sono un istituto religioso femminile di diritto pontificio: le suore di questa congregazione pospongono al loro nome la sigla R.S.S.

## Storia

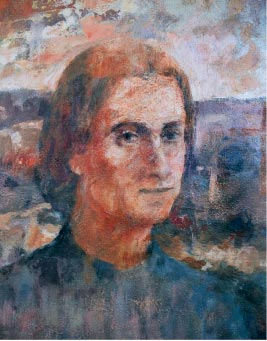
Ritratto del fondatore, Pierre Vigne

La congregazione venne fondata a Boucieu-le-Roi il 30 novembre 1715 da Pierre Vigne (1670-1740) insieme alla sua penitente Marguerite de Nozières: in origine erano chiamate suore del Calvario, sia per il crocifisso che indossavano, sia perché guidavano i pellegrini nella pratica della Via Crucis; il riferimento al Santissimo Sacramento venne aggiunto al loro titolo nel 1721. Alexandre Milon, vescovo di Valence, approvò la compagnia il 22 agosto 1739.
Le attività delle suore includevano la cura dei malati e dei poveri e soprattutto l'istruzione e l'educazione cristiana della gioventù: prima della Rivoluzione francese gestivano circa quaranta scuole riconosciute da Luigi XVI con  lettere patenti del 1787.
Dissolta durante la Rivoluzione, la congregazione venne ricostituita nel 1804 ed ebbe come sede principale l'ex abbazia di San Giusto, presso Romans: conobbe un periodo di grande fioritura sotto il generalato di madre Saint Joseph Bouvaret (superiora dal 1852 al 1897), considerata una seconda fondatrice della congregazione, durante il quale le religiose aprirono case in Italia e Inghilterra.
Verso la fine del XIX secolo l'istituto arrivò a contare circa 800 suore, ma le leggi anticongregazioniste francesi del 1903 causarono la chiusura di tutte le loro scuole in patria: le Religiose del Santissimo Sacramento sopravvissero in Francia come ospedaliere, ma molte preferirono partire per il Brasile, dove la congregazione conobbe un notevole sviluppo.
La congregazione ricevette il pontificio decreto di lode il 5 gennaio 1863 e le sue costituzioni vennero approvate definitivamente dalla Santa Sede il 27 giugno 1885.
Il fondatore è stato beatificato da papa Giovanni Paolo II in Piazza San Pietro a Roma il 3 ottobre 2004.

## Attività e diffusione
Le Religiose del Santissimo Sacramento si dedicano principalmente all'istruzione e all'educazione cristiana della gioventù.
Sono presenti in Europa (Francia, Irlanda, Italia, Regno Unito, Spagna), in Brasile e in Tanzania; la sede generalizia è a Valence, in Francia.
Al 31 dicembre 2008 l'istituto contava 272 religiose in 42 case.